# Burg Harmannstein
Die Burg Harmannstein war eine Höhenburg auf dem Johannesberg (839 m ü. A.) in der Katastralgemeinde Harmannstein in der Marktgemeinde Großschönau im Bezirk Gmünd in Niederösterreich.

## Geschichte
1162 wurde urkundlich mit novum castrum Hadmarstain eine neue Burg auf dem Hadmarstein genannt. Zuschreibungen nehmen an, dass die Burg nach der Gründung des neuen Herrschaftszentrums in Altweitra, später Weitra, aufgegeben wurde. Andere Zuschreibungen nehmen eine Zerstörung der Burg während der Adelsaufstände am Ende des 13. Jahrhunderts an. Der Burgstall der öden Burg wurde 1319 durch die Herren von Buchberg dem Stift Zwettl geschenkt. Die ehemalige Burgkapelle wurde 1381 als Filiale der Pfarre Großschönau genannt.

## Bestand
Die Burg stand auf dem isoliert aufragenden bewaldeten Johannesberg. Der Berg wird auf der ÖK 50/Blatt 18 genannt. Das Plateau am Gipfel hat im Südwesten eine markante Felskuppe. Die ehemalige Wallburg ist besonders im Westen mit einem Graben und einem vorgelegten Wall erhalten. Im Norden und Osten ist die ehemalige Anlage bereits sehr verflacht und noch als Hangstufe erkennbar. Die steil abfallende Felskuppe im Südwesten erübrigte Erdwerke.
An einer nördlichen Abtreppung der Kuppe steht die weithin sichtbare Filialkirche Harmannstein. Ihr wohl im Kern romanischer Chor wurde um 1430 erweitert. Reste von Wandmalerei aus dem späten 15. Jahrhundert sind erhalten. Geringe Umbauten erfolgten um die Mitte des 17. Jahrhunderts.
Archäologische Untersuchungen aus 1991 durch den Verein ASINOE erbrachten Hinweise, dass der heutige Kirchenbau Mauern eines hochmittelalterlichen Vorgängerbaus enthält, im Chor wurden Reste einer vorhergehenden Apsis freigelegt, im Norden des Plateaus wurden Reste einer Mauer annähernd in Nord-Süd-Richtung festgestellt, welche als ehemalige Ringmauer angenommen werden kann. Auf der Felskuppe südlich der Kirche sind Ausstemmungen von ehemaligen Holzgebäuden erhalten geblieben. Fundmaterial kann für das 12. und 13. Jahrhundert datiert werden, weiteres Fundmaterial im gesamten Areal wurde für das 14. und 15. Jahrhundert datiert, weshalb mit einem längeren Fortbestand der Burg oder mit einer anderen Art der Besiedlung gerechnet werden muss.
In Summe wurde für die Burg auf dem Johannesberg eine Höhenburg mit bescheidenen baulichen Strukturen angenommen, klare Indizien verweisen auch auf gemauerte Steingebäude und verneinen eine reine Holzburg mit Erdwällen.